# ترفور-کوییزیا
ترفور-کوییزیا (به فرانسوی: Treffort-Cuisiat) یک کمون در فرانسه است که در Canton of Treffort-Cuisiat واقع شده‌است.

## خصوصیات
ترفور-کوییزیا ۳۹٫۴۱ کیلومترمربع مساحت و ۲٬۰۷۰ نفر جمعیت دارد.